# アーチー・ダンカン
アーチボルド・アレクサンダー・マクベス・ダンカン （英:Archibald Alexander McBeth Duncan (A. A. M. Duncan)、1926年10月17日 - 2017年12月20日）は、スコットランドの歴史家。1962年から1993年までグラスゴー大学の教授。
彼は中世スコットランドの歴史について出版し続けている。